# Ichneumon nigritus
Ichneumon nigritus är en stekelart som beskrevs av Olivier 1792. Ichneumon nigritus ingår i släktet Ichneumon och familjen brokparasitsteklar. Inga underarter finns listade i Catalogue of Life.